# Adria Arjona
Adria Arjona Torres (San Juan, 1992. április 25. –) Puerto Ricó-i származású amerikai színésznő. A 2017-ben bemutatott Emerald City című sorozatban ő alakította a főszereplő Dorothy Gale-t, látható volt továbbá olyan alkotásokban, mint az Elveszett próféciák, a Tűzgyűrű: Lázadás, A partiállat, a Határok mentén, a Six Underground – Hatan az alvilágból valamint a 2022-es Morbius című szuperhősfilm. Szintén 2022-ben szerepelt az Andor című Star Wars-sorozatban.

## Élete
1992. április 25-én született a Puerto Ricó-i San Juanban, és tizenkét éves koráig Mexikóvárosban élt. Édesanyja, Leslie Torres Puerto Ricó-i, édesapja, Ricardo Arjona guatemalai énekes-dalszerző. Arjona a The New York Timesnak adott interjúban beszélt örökségéről: „Az interneten nagy vita folyik arról, hogy Puerto Ricó-i vagy guatemalai vagyok-e, holott mindkettő vagyok”. Gyermekkorában az apja magával vitte az útjaira, és gyakran utazott. 12 évesen, miután szülei elváltak, édesanyjával Miamiba költözött, és ott élt 18 éves koráig, mielőtt egyedül New Yorkba költözött volna. Ott pincérnőként és hostessként dolgozott, miközben színészetet tanult a Lee Strasberg Theatre and Film Institute-ban.

## Magánélete
Arjona 2019. augusztus 31-én házasodott össze Guatemalában régi barátjával, a Puerto Ricó-i ügyvéd Edgardo Canalesszel. 2023-ban elváltak.

## Filmográfia

### Film
| Év   | Magyar cím                            | Eredeti cím          | Szerep                   | Magyar hang        |
| ---- | ------------------------------------- | -------------------- | ------------------------ | ------------------ |
| 2012 |                                       | Loss (rövidfilm)     | ismeretlen szerep        |                    |
| 2015 |                                       | Wedding in New York  | Patricia                 |                    |
| 2015 |                                       | Eos (rövidfilm)      | nő                       |                    |
| 2016 | A Belko-kísérlet                      | The Belko Experiment | Leandra Florez           | Nagy Katica        |
| 2018 | Tűzgyűrű: Lázadás                     | Pacific Rim Uprising | Jules Reyes              | Dobó Enikő         |
| 2018 | A partiállat                          | Life of the Party    | Amanda                   |                    |
| 2019 | Határok mentén                        | Triple Frontier      | Yovanna                  |                    |
| 2019 | Six Underground – Hatan az alvilágból | 6 Underground        | Amelia / Ötös            | Bogdányi Titanilla |
| 2021 | Édes kislányom                        | Sweet Girl           | Amanda Cooper            | Mentes Júlia       |
| 2022 | Morbius                               | Morbius              | Martine Bancroft         | Bogdányi Titanilla |
| 2022 | Örömapa                               | Father of the Bride  | Sofia Herrera            | Bogdányi Titanilla |
| 2023 |                                       | The Absence of Eden  | Yadira                   |                    |
| 2023 | A bérgyilkos, aki nem is volt         | Hit Man              | Madison Figueroa Masters | Törőcsik Franciska |
| 2024 |                                       | Los Frikis           | Maria                    |                    |
| 2024 | Vészjelzés                            | Blink Twice          | Sarah                    | Csuha Borbála      |
| 2025 |                                       | Splitsville          | Ashley                   |                    |

### Televízió
| Év        | Magyar cím                         | Eredeti cím        | Szerep          | Megjegyzés                                                       |
| --------- | ---------------------------------- | ------------------ | --------------- | ---------------------------------------------------------------- |
| 2014      | Felejthetetlen                     | Unforgettable      | Suzy Houchen    | 1 epizód                                                         |
| 2014–2015 | A célszemély                       | Person of Interest | Dani Silva      | 2 epizód                                                         |
| 2015      | Narcos                             | Narcos             | Helena          | 1 epizód                                                         |
| 2015      | True Detective – A törvény nevében | True Detective     | Emily           | mellékszereplő (6 epizód)                                        |
| 2017      | Emerald City                       | Emerald City       | Dorothy Gale    | - főszereplő (10 epizód) - magyar hangja: - Bogdányi Titanilla   |
| 2019      | Elveszett próféciák                | Good Omens         | Anathema Device | főszereplő (5 epizód)                                            |
| 2020      |                                    | Monsterland        | sellő           | 1 epizód                                                         |
| 2022      | Irma Vep                           | Irma Vep           | Laurie          | - mellékszereplő (3 epizód) - magyar hangja: - Szentesi Dorottya |
| 2022–2025 | Andor                              | Andor              | Bix Caleen      | - főszerep (17 epizód) - magyar hangja: - Csuha Borbála          |
| TBA       |                                    | Criminal           | Greta           | főszerep                                                         |